# Turismo na Rússia
O Turismo na Rússia tem crescido rapidamente nos anos seguintes do colapso da antiga União Soviética em 1991. A maior parte do turismo está centrada nas cidades de Moscou e São Petersburgo, uma vez que nestas cidades estão localizadas algumas das mais famosas atrações da Rússia, como a Praça Vermelha, Catedral de São Basílio,o Kremlin em Moscou,a Catedral de Pedro e Paulo,o Museu Estatal Hermitage e a Igreja do Salvador em Sangue em São Petersburgo, que recentemente celebrou o tricentenário de sua fundação em 2003. Turistas são atraídos pela herança cultural muito rica da tumultuada história da Rússia, e isto é refletido na popularidade das mais famosas atrações da Rússia.
Conforme informa o site da Embaixada da Rússia no Brasil numa mensagem cedida pelo Serviço de Imprensa da Embaixada em causa, desde o dia 7 de Junho de 2010 que o Governo da República Federativa do Brasil e o Governo da Federação da Rússia fizeram um acordo para a Isenção de Vistos de Curta Duração para Nacionais da República Federativa do Brasil e da Federação da Rússia. Os nacionais do Brasil portadores de passaportes nacionais válidos estarão isentos de visto para entrar, sair, transitar e permanecer no território da Rússia por um período não superior a 90 dias. Os nacionais brasileiros portadores de passaportes nacionais válidos deverão obter os vistos apropriados segundo a legislação da Rússia se pretendem desempenhar qualquer actividade remunerada ou de emprego, actividades missionárias, trabalho voluntário, estudos, estágios e pesquisa. Os nacionais brasileiros podem entrar, transitar e sair do território da Rússia através dos pontos de fronteiras abertos ao tráfego internacional de passageiros sem precisar de um visto de turismo prévio.  